# Снурніцин Павло Сергійович
Павло Снурніцин (рос. Павел Снурницын, нар. 10 січня 1992, Ярославль — пом. 7 вересня 2011, Ярославль) — російський хокеїст, що грав на позиції нападника.

## Ігрова кар'єра
Професійну хокейну кар'єру розпочав 2009 року.
Усю професійну клубну ігрову кар'єру, що тривала 3 років, провів, захищаючи кольори команди «Локомотив» (Ярославль).

## Загибель
7 вересня 2011 під час виконання чартерного рейсу за маршрутом Ярославль—Мінськ сталася катастрофа літака Як-42 внаслідок чого загинуло 43 особи з 45-и (після авіакатастрофи вижило лише двоє — хокеїст Олександр Галімов та бортінженер Олександр Сізов, які у важкому стані були госпіталізовані до міської лікарні Ярославля), серед загиблих також був і гравець Павло Снурніцин.